# Zmarli w kwietniu 2015

## Kwiecień 2015
- 30 kwietnia
  - Lennart Bodström – szwedzki polityk[1]
  - Czesław Kotela – polski architekt i urbanista, żołnierz Armii Krajowej, harcerz, wiceminister[2]
  - Ben E. King – amerykański piosenkarz[3]
  - Gregory Mertens – belgijski piłkarz[4]
  - Patachou – francuska piosenkarka i aktorka[5]
  - Ronald Senator – brytyjski kompozytor muzyki klasycznej[6]
  - Nigel Terry – angielski aktor[7]
  - Halina Daniec-Wojtaszek – polska gimnastyczka, olimpijka (1968)[8]
- 29 kwietnia
  - Giovanni Canestri – włoski duchowny katolicki, kardynał[9]
  - Izabela Kożuchowska-Zachajkiewicz – polska okulistka, profesor nauk medycznych[10]
  - Valmir Louruz – brazylijski piłkarz i trener[11]
  - François Michelin – francuski przedsiębiorca[12]
  - Wartan Militosjan – ormiański sztangista reprezentant ZSRR[13]
  - Calvin Peete – amerykański golfista[14]
  - Monika Próchniewicz – polska piosenkarka, wokalistka grupy D-Bomb[15]
  - Anna Sabbat – polska pierwsza dama[16]
  - Dan Walker – amerykański polityk, gubernator stanu Illinois[17]
- 28 kwietnia
  - Antônio Abujamra – brazylijski reżyser i aktor[18]
  - René Féret – francuski aktor, scenarzysta, reżyser i producent[19]
- 27 kwietnia
  - Suzanne Crough – amerykańska aktorka[20]
  - Jack Ely – amerykański muzyk rockowy[21]
  - Gene Fullmer – amerykański bokser[22]
  - Aleksander Kowalski – polski ekonomista, wykładowca akademicki[23]
  - Zbigniew Kuderowicz – polski filozof, profesor nauk humanistycznych, wykładowca Uniwersytetu w Białymstoku[24]
  - Andrew Lesnie – australijski operator filmowy[25]
  - Marty Napoleon – amerykański pianista jazzowy[26]
  - Stanisław Olszewski – polski motocyklista wyścigowy[27]
  - Rolf Smedvig – amerykański trębacz klasyczny[28]
- 26 kwietnia
  - Izzatullo Hajojew – tadżycki polityk[29]
  - Jayne Meadows – amerykańska aktorka[30]
  - Józef Paczyński – polski mechanik, więzień nazistowskich obozów koncentracyjnych KL Auschwitz-Birkenau i KL Mauthausen-Gusen[31]
  - Marcel Pronovost – kanadyjski hokeista[32]
  - Jan Pyszka – polski żołnierz podziemia niepodległościowego w czasie II wojny światowej, kawaler Orderu Wojennego Virtuti Militari[33]
- 25 kwietnia
  - Jiří Hledík – czeski piłkarz[34]
  - Don Mankiewicz – amerykański scenarzysta filmowy[35]
  - Mike Phillips – amerykański koszykarz[36]
  - Alfred Schreyer – polski skrzypek, śpiewak i działacz społeczno-kulturalny żydowskiego pochodzenia[37]
  - Jerzy Wójcik – polski dowódca wojskowy, generał brygady Wojska Polskiego[38]
- 24 kwietnia
  - Władysław Bartoszewski – polski historyk, pisarz, publicysta, polityk, minister spraw zagranicznych[39]
  - Thomas Joseph Connolly – amerykański duchowny katolicki, biskup Baker[40]
  - Renata Dudek – polska koszykarka i trenerka[41]
  - Raymond Roussin – kanadyjski duchowny katolicki, arcybiskup Vancouver[42]
  - Aleksander Syczewski – polski działacz państwowy, nauczyciel akademicki, wiceminister kultury i sztuki (1971–1978)[43]
  - Sid Tepper – amerykański autor piosenek[44]
  - Kazimierz Thiel – polski geotechnik[45]
  - Andrzej Wernik – polski profesor nauk fizycznych, pracownik Centrum Badań Kosmicznych Polskiej Akademii Nauk[46]
- 23 kwietnia
  - Jerzy Cyberski – polski oceanolog, rektor Kaszubsko-Pomorskiej Szkoły Wyższej[47]
  - Marian Gołębiowski – polski działacz kulturalny, dyrektor Filharmonii Narodowej, wyróżniony tytułem Sprawiedliwy wśród Narodów Świata[48]
  - Apolinary Kozub – polski działacz partyjny i ekonomista, przewodniczący Miejskiej i Wojewódzkiej Rady Narodowej w Krakowie (1982–1990)[49]
  - Sawyer Sweeten – amerykański aktor dziecięcy[50]
- 22 kwietnia
  - Audree Norton – amerykańska aktorka[51]
  - Mieczysław Tanty – polski historyk, bałkanista[52]
  - Lois Lilienstein – amerykańska aktorka[53]
- 21 kwietnia
  - Meyer Howard Abrams – amerykański krytyk literacki[54]
  - Mykoła Bahrow – radziecki i ukraiński polityk i geograf, przewodniczący Rady Najwyśzej Republiki Krymu (1990–1994), rektor Tawrijskiego Uniwersytetu Narodowego[55]
  - Bachtijar Chudojnazarow – tadżycki reżyser[56]
  - John Moshoeu – południowoafrykański piłkarz[57]
  - Janaki Ballabh Patnaik – indyjski polityk i dziennikarz[58]
- 20 kwietnia
  - Richard Anthony – francuski piosenkarz[59]
  - Peter Howell – angielski aktor[60]
  - Roy Mason – brytyjski polityk[61]
  - Jan Matyjaszkiewicz – polski aktor[62]
  - Pedro Pires de Miranda – portugalski menedżer i inżynier, minister handlu i turystyki (1978) oraz spraw zagranicznych (1985–1987)[63]
- 19 kwietnia
  - Witold Bender – polski archeolog, prezes Synodu Kościoła Ewangelicko-Reformowanego[64]
  - Danuta Dąbrowska – polska historyk i archiwistka żydowskiego pochodzenia[65]
  - Zygmunt Lichniak – polski eseista, poeta, krytyk literacki i filmowy[66]
  - Maciej Lis – polski prawnik, działacz luterański, społeczny i charytatywny[67]
  - Jan Morawiec – polski działacz państwowy, wiceprezydent Łodzi (1973–1980) i wicewojewoda łódzki[68]
  - Elio Toaff – włoski rabin[69]
- 17 kwietnia
  - Izzat Ibrahim ad-Duri – iracki wojskowy i polityk[70]
  - Brian Couzens – brytyjski przedsiębiorca, założyciel firmy płytowej Chandos[71]
  - Mariano Gago – portugalski fizyk i polityk, profesor, minister nauki i technologii (1995–2002, 2005–2011)[72]
  - Francis George – amerykański duchowny katolicki, arcybiskup Portlandu i Chicago, kardynał, oblat[73]
  - Jaroslav Holík – czeski hokeista[74]
  - Stanisław Maślanka – polski żołnierz podziemia antykomunistycznego, zastępca komendanta rejonu zrzeszenia „Wolność i Niezawisłość” w obwodzie chełmskim[75]
  - Stanisława Rogalska – polska profesor nauk rolniczych, profesor zwyczajna Uniwersytetu Szczecińskiego[76]
- 16 kwietnia
  - Walerij Biełousow – rosyjski hokeista i trener[77]
  - Ołeś Buzyna – ukraiński pisarz i dziennikarz[78]
  - Stanislav Gross – czeski polityk, przewodniczący Czeskiej Partii Socjaldemokratycznej i premier Czech w latach 2004–2005[79]
  - Johnny Kemp – bahamski piosenkarz[80]
  - Tommy Preston – szkocki piłkarz[81]
- 15 kwietnia
  - Jonathan Crombie – kanadyjski aktor[82]
  - Ołeh Kałasznikow – ukraiński polityk, poseł do Rady Najwyższej Ukrainy V[83]
  - Zdzisław Larski – polski wirusolog i immunolog, profesor nauk weterynaryjnych, wykładowca Akademii Rolniczo-Technicznej w Olsztynie[84]
  - Felice Leonardo – włoski biskup katolicki[85]
  - Jan Prokopowicz – polski lekarz, profesor nauk medycznych, doktor honoris causa Uniwersytetu Medycznego w Białymstoku[86]
- 14 kwietnia
  - Klaus Bednarz – niemiecki dziennikarz[87]
  - Percy Sledge – amerykański wokalista R&B i soul[88]
  - Peter Steinacker – niemiecki teolog i duchowny protestancki, zwierzchnik Ewangelickiego Kościoła Hesji Nassau[89]
  - Roberto Tucci – włoski duchowny katolicki, kardynał[90]
- 13 kwietnia
  - Bruce Alger – amerykański polityk, republikanin[91]
  - Edgar Bortel – polski chemik[92]
  - Ronnie Carroll – północnoirlandzki piosenkarz[93]
  - Jerzy Gadomski – polski historyk sztuki[94]
  - Eduardo Galeano – urugwajski dziennikarz, pisarz[95]
  - Claire Gordon – angielska aktorka[96]
  - Günter Grass – niemiecki pisarz, laureat Nagrody Nobla w dziedzinie literatury w 1999[97]
  - Antônio Alberto Guimarães Rezende – brazylijski duchowny katolicki, biskup Caetité[98]
  - Thelma Coyne Long – australijska tenisistka[99]
- 12 kwietnia
  - Stanisław Burza-Karliński – polski wojskowy, generał brygady WP stanie spoczynku[100]
  - Patrice Dominguez – francuski tenisista[101]
  - Jan Kulczyński – polski reżyser teatralny i telewizyjny, profesor sztuki teatralnej[102]
  - André Mba Obame – gaboński polityk[103]
  - Feliks Netz – polski poeta, prozaik, tłumacz[104]
- 11 kwietnia
  - Charles Beasley, amerykański koszykarz (ur. 1945)[105]
  - Ryszard Grundman – polski dowódca wojskowy, pułkownik dyplomowany pilot, działacz i publicysta lotniczy[106]
  - Jimmy Gunn – amerykański futbolista[107]
  - Sheila Kitzinger – brytyjska antropolog, działaczka społeczna[108]
  - Janusz Kurczab – polski szermierz, taternik i alpinista[109]
  - François Maspero(inne języki) – francuski pisarz i publicysta[110]
  - Kazimierz Regulski – polski wojskowy[111]
- 10 kwietnia
  - Andrzej Ajnenkiel – polski historyk[112]
  - Paul Almond – kanadyjski reżyser i producent telewizyjny, nowelista[113]
  - Richie Benaud – australijski krykiecista[114]
  - Raúl Héctor Castro – amerykański polityk i dyplomata pochodzenia meksykańskiego[115]
  - Aleksandra Łuszczyńska – polska polityk, farmaceutka, posłanka na Sejm IV kadencji[116]
  - Judith Malina – amerykańska aktorka, pisarka i reżyserka[117]
  - Jim Mutscheller – amerykański futbolista[118]
  - Rose Francine Rogombé – gabońska polityk[119]
- 9 kwietnia
  - Stanisław Alexandrowicz – polski historyk, pilot szybowcowy[120]
  - Nina Companeez – francuska scenarzystka i reżyserka[121]
  - Alexander Dalgarno – brytyjski fizyk[122]
  - Elmo Perera – lankijski duchowny katolicki, biskup Galle[123]
  - João Alves dos Santos – brazylijski duchowny katolicki, kapucyn, biskup Paranaguá[124]
- 8 kwietnia
  - Jean-Claude Turcotte – kanadyjski biskup katolicki, kardynał[125]
- 7 kwietnia
  - Muhammad Bahr al-Ulum – iracki polityk i filozof muzułmański, premier Iraku (2003, 2004)[126]
  - Lidia Croce – włoska działaczka społeczna, popularyzatorka historii i kultury polskiej we Włoszech[127]
  - Harry Dowd – angielski piłkarz[128]
  - Eugene Louis Faccuito – amerykański tancerz, kreator tańca jazzowego, choreograf, aktor i pedagog[129]
  - Stan Freberg – amerykański pisarz, aktor głosowy i lalkarz[130]
  - Richard Henyekane – południowoafrykański piłkarz[131]
  - Kardam (książę Tyrnowa) – bułgarski arystokrata[132]
  - Geoffrey Lewis – amerykański aktor[133]
- 6 kwietnia
  - Hardijs Baumanis – łotewski dyplomata[134]
  - Giovanni Berlinguer – włoski polityk, lekarz[135]
  - James Best – amerykański aktor[136]
  - Ray Charles – amerykański muzyk, wokalista, kompozytor, aranżer i dyrygent chóru[137]
  - Milton DeLugg – amerykański kompozytor i akordeonista jazzowy, bandleader[138]
  - Józef Kopocz – polski dziennikarz telewizyjny[139]
  - Eugène Moke Motsüri – kongijski biskup katolicki[140]
  - Romualdas Ozolas – litewski polityk[141]
  - Art Powell – amerykański futbolista[142]
  - Władysław Pożoga – polski działacz państwowy,  szef Służby Wywiadu i Kontrwywiadu Ministerstwa Spraw Wewnętrznych PRL[143]
  - Ireneusz Sierocki – polski inżynier i humanista[144]
  - Ryszard Szaro – polski zawodnik futbolu amerykańskiego[145]
  - Konrad Tott – polski działacz państwowy, inżynier elektromechanik, wojskowy[146]
  - Dave Ulliott – angielski pokerzysta[147]
  - Gertrude Weaver – amerykańska superstulatka, najstarsza osoba na świecie[148]
- 5 kwietnia
  - Juan Carlos Cáceres – wokalista, kompozytor i malarz pochodzenia argentyńskiego[149]
  - Richard Dysart – amerykański aktor[150]
  - Piotr Kaczanowski – polski archeolog[151]
  - Jan Kusiewicz – polski śpiewak operowy[152]
  - Henryk Piętek – polski funkcjonariusz MSW i MO, generał brygady, wiceminister spraw wewnętrznych (1971–1974) oraz leśnictwa i przemysłu drzewnego (1974–1980)[153]
  - Sergiusz Plewa – polski polityk, spółdzielca, poseł na Sejm II i III kadencji, senator V kadencji[154]
  - Michel Scheuer – niemiecki kajakarz[155]
  - Tom Towles – amerykański aktor[156]
  - Julie Wilson – amerykańska piosenkarka i aktorka[157]
- 4 kwietnia
  - Bill Ellerington – angielski piłkarz[158]
  - Elmer Lach – kanadyjski hokeista[159]
  - Ira Lewis – amerykański aktor[160]
  - Klaus Rifbjerg – duński pisarz[161]
- 3 kwietnia
  - Nigel Boocock – brytyjski żużlowiec[162]
  - Bob Burns – amerykański perkusista rockowy[163]
  - Kayahan – turecki piosenkarz[164]
  - Algirdas Vaclovas Patackas – litewski polityk[165]
  - Luis María Pérez de Onraíta – hiszpański duchowny katolicki, arcybiskup Malanje[166]
  - Andrew Porter – brytyjski krytyk muzyczny, organista i dyrektor opery[167]
  - Robert Rietti – angielski aktor[168]
  - Danuta Winiarska – polska działaczka podziemia niepodległościowego w czasie II wojny światowej, uczestniczka powstania warszawskiego[169]
  - Shmuel Wosner – rabin i posek społeczności ultraortodoksyjnych Żydów[170]
- 2 kwietnia
  - William Friend – amerykański biskup katolicki[171]
  - Raúl Gorriti – peruwiański piłkarz[172]
  - Manoel de Oliveira – portugalski reżyser[173]
  - Stanisław Pestka – polski dziennikarz, poeta i działacz regionalny[174]
  - Barbara Sass – polska reżyser[175]
  - Olga Sawicka – polska tancerka[176]
  - Alberto Ricardo da Silva – timorski duchowny katolicki, biskup[177]
  - Steve Stevaert – belgijski i flamandzki polityk, były przewodniczący Partii Socjalistycznej, samorządowiec[178]
  - Jerzy Treder – polski językoznawca i historyk literatury[179]
- 1 kwietnia
  - Dave Ball – angielski muzyk, gitarzysta grupy rockowej Procol Harum[180]
  - Antoni Czacharowski – polski historyk, mediewista[181]
  - John Paul Hammerschmidt – amerykański polityk[182]
  - Zdravko-Ćiro Kovačić – chorwacki piłkarz wodny[183]
  - Eddie LeBaron – amerykański futbolista[184]
  - Cynthia Lennon – Brytyjka, pierwsza żona Johna Lennona[185]
  - Robert Leszczyński – polski dziennikarz, krytyk muzyczny, gitarzysta, DJ[186]
  - Misao Ōkawa – japońska superstulatka, najstarsza osoba na świecie[187]
  - Leszek Rylski – polski piłkarz i działacz sportowy, członek Komitetu Wykonawczego UEFA[188]